# Jonatan Kis-Lew
Jonatan Kis-Lew (ur. 31 grudnia 1985 w Miszmar Ajjalon) – izraelski artysta, działacz pokojowy, były aktor. Jest on głównie znany ze swoich kolorowych obrazów prymitywnych, które zdobyły mu uznanie w Izraelu i należą do ważnych kolekcji sztuki, m.in. kolekcji Banku Leumi, największego banku w Izraelu. Kis-Lev jest także prezesem Izraelskiej Młodzieży Esperanckiej.

## Działalność artystyczna
Kis-Lev w wieku pięciu lat rozpoczął prywatne lekcje malarstwa i kontynuował swoją edukację artystyczną w Szkole Sztuki Aleph w Tel Awiwie, gdzie uczył się rysunku i rzeźby. W wieku 16 lat otrzymał stypendium do szkoły Lester B. Pearson United World College of the Pacific w Kanadzie, która choć nie jest szkołą artystyczną, wspiera rozwój młodych talentów. Dzięki temu Kis-Lev specjalizował się w sztukach wizualnych pod opieką nauczyciela Arta Brendona i zdał międzynarodową maturę (International Baccalaureate) ze specjalizacją w tym kierunku.
Po powrocie do Izraela, Kis-Lev rozwijał swoje umiejętności artystyczne podczas służby w Siłach Obronnych Izraela (Armii Obrony Izraela). W 2007 roku w Tel Awiwie odbyła się jego pierwsza wystawa pod tytułem „Początki: Neve Zedek i Jaffa”, którą Kis-Lev zadebiutował w izraelskim świecie sztuki. Wystawę odwiedziło wielu gości, w tym burmistrz Tel Awiwu Ron Chuldaj.
Po zakończeniu służby wojskowej, Kis-Lev postanowił nie kontynuować nauki sztuki w Akademii Sztuk Pięknych, ale zdecydował, że sam będzie rozwijał swój styl i technikę. W następnych latach artysta opracował kilka technik, które pomogły mu „zapomnieć” o wszystkim, czego nauczył się o „właściwym” malarstwie od najmłodszych lat i „ponownie malować jak dziecko”. Zaczął malować niektóre obrazy lewą ręką, zamiast jego wiodącą prawą. Zarys innych malował na płótnie odwróconym do góry nogami, np. z niebem na dole obrazu. Według artysty, techniki te pomogły mu nabrać pewności siebie, uwierzyć w jego artystyczną intuicję i malować bardziej swobodnie. Styl opracowany przez Kis-Leva został określony jako naiwny. Niektórzy krytycy opisali jego dzieła jako „pseudonaiwne”, mając na uwadze „świadome” podejście artysty do jego pracy.

### Wystawy indywidualne
- 2012: „Abstrakcja, z kawałkiem rzeczywistości”, kurator: Judith Beiner, Griffin Gallery, Boca Raton, Floryda, USA
- 2011: „Ze złota”, kurator: Shiran Szafir Buchwald, Art and Soul Gallery, Jerozolima, Izrael
- 2010: „Naharia, moja miłość”, kurator: Lee Rimon, The Edge Gallery, Naharia, Izrael
- 2010: „Portrety ziemi wiecznej”, kurator: Judith Beiner, Griffin Gallery, Boca Raton, Floryda, USA
- 2009: „Jonathan Kis-Lev”, kurator: Shiran Szafir Buchwald, Galeria Sztuki Shorashim - Międzynarodowy Bank, Tel Awiw, Izrael
- 2007: „Początki: Neve Zedek i Jaffa”, Trade Tower Gallery, Tel Awiw, Izrael

### Wystawy zbiorowe
- 2012: „Izraelska sztuka naiwna”, kuratorzy: IFAT Reiss i Dan Chill, Galeria Międzynarodowej Sztuki Naiwnej Gina, Tel Awiw, Izrael
- 2012: „Tajna wystawa”, kuratorzy: Esti Drori i Doron Polak, Bank Leumi, Tel Awiw, Izrael
- 2011: „Abstrakcyjne Myśli”, kurator: Dorota Polak, ZOA Gallery, Tel awiw, Izrael
- 2009: „B-Sides”, kurator: Inbal Drue, Zavta Gallery, Tel Awiw, Izrael
- 2009: „Dom”, kurator: Rotem Ritov, Apart Art Gallery, Tel Awiw, Izrael
- 2009: „Tajna wystawa”, kuratorzy: Esti Drori i Doron Polak, Bank Leumi, Tel Awiw, Izrael

## Działalność pokojowa

### Spotkania
W wieku 12 lat Kis-Lev wziął udział w pokojowych warsztatach plastycznych, podczas których po raz pierwszy poznał palestyńskie dzieci. Warsztaty te były inspiracją do jego działań na rzecz pokoju. Kis-Lev wstąpił do żydowsko-arabskiego ruchu młodzieży Sadaka Reut, co wywarło na niego ogromny wpływ. W wieku 16 lat został wybrany Młodym Ambasadorem Izraela przez Izraelskie Towarzystwo Szkół Zjednoczonego Świata (United World Colleges) i otrzymał stypendium do Pearson College w Kanadzie. Tam uczył się i mieszkał z rówieśnikami z całego świata, w tym z uczniami z Palestyny i krajów arabskich. „Jednoczenie ludzi, narodów i kultur w celu promowania pokoju na świecie” to misja ruchu Szkół Zjednoczonego Świata.

### Służba wojskowa
Po ukończeniu nauki w Kanadzie, Kis-Lev wrócił do Izraela, by służyć w Siłach Obronnych Izraela. Walczył o to, aby stacjonować w jednostce, którą uważał za propagującą pokój, a nie wojnę i okupację. Dzięki swoim staraniom został przydzielony do siedziby Koordynatora Działań Rządowych na Terytoriach Arabskich, gdzie był odpowiedzialny za współpracę z organizacjami jak UNRWA (Agencja Narodów Zjednoczonych dla Pomocy Uchodźcom Palestyńskim na Bliskim Wschodzie) i Lekarze Bez Granic. Podczas swojej służby Kis-Lev poinformował generała majora Yusefa Mishleba o możliwych negatywnych konsekwencjach izraelskiego planu jednostronnego wycofania się ze Strefy Gazy dla ludności palestyńskiej.

### Działalność i publikacje
W 2011 Kis-Lev został wybrany jako jeden z 25 młodych liderów izraelskich do udziału w Programie Przywództwa Politycznego Tikvah (Tikvah Program for Political Leadership) w Interdyscyplinarnym Centrum w mieście Herclijja w Izraelu. Program ten, prowadzony pod kierunkiem profesora Petera Berkowitza i doktor Alisy Rubin Peled, miał na celu wspieranie zmian społecznych i politycznych w Izraelu i na Bliskim Wschodzie. 
Wierząc, że sztuka może być pomostem pomiędzy Izraelczykami i Palestyńczykami, i będąc pod wpływem jego własnych doświadczeń podczas pokojowych warsztatów artystycznych, Kis-Lev dołączył w 2011 roku do grupy artystów współpracujących na rzecz pokoju. Projekt ten zgromadził 15 izraelskich i 15 palestyńskich artystów reprezentujących różne dyscypliny sztuki i był prowadzony przez Stowarzyszenie Rodzin w Żałobie na Rzecz Pokoju (Bereaved Families for Peace). Projekt obejmował regularne spotkania pomiędzy artystami w Izraelu i na terenie Autonomii Palestyńskiej. Do wspólnych działań artystów należały wizyty do Lifty (wyludnionej palestyńskiej wioski) i Muzeum Holokaustu w Jad Waszem. Inicjatywa ta zdobyła szerokie zainteresowanie mediów z powodu wyjątkowej współpracy artystów reprezentujących obie strony konfliktu na rzecz wzajemnego zrozumienia i pokoju.
Kis-Lev wierzy w moc nauki i sztuki w działaniach na rzecz pokoju pomiędzy Izraelczykami a Palestyńczykami. Uważa, że promowanie spotkań mających na celu wyeliminowanie wzajemnego lęku pomiędzy obiema stronami konfliktu nie musi wiązać się z jakimkolwiek stanowiskiem politycznym. Kis-Lev deklaruje się jako syjonista i nie widzi sprzeczności między swoimi poglądami i aktywnością  pokojową. W 2008 zaczął pisać i wykładać na temat możliwości pokoju na Bliskim Wschodzie, podkreślając wartość edukacji pokojowej jako sposobu na rozwiązanie konfliktu izraelsko-palestyńskiego.

## Aktorstwo
Jako nastolatek Kis-Lev pobierał lekcje sztuk wizualnych w Szkole Sztuk Pięknych Aleph w Tel Awiwie i  uczestniczył w wieczornych zajęciach teatralnych w Teatrze dla Dzieci imienia Orny Porat, zanim zdecydował się dołączyć to klasy teatralnej w Szkole Aleph. Później powiedział, że podjął tę decyzję częściowo dlatego, że czuł się zbyt ograniczony koniecznością malowania martwej natury podczas lekcji malarstwa. Zaczął grać w Teatrze Narodowym Habima w Izraelu i w wieku 14 lat przeniósł się na wydział teatru w Liceum Artystycznym im. Thelmy Yellin, szkoły znanej jako izraelski odpowiednik Nowojorskiego Liceum Teatralnego (New York High School of Performing Arts), na której został oparty film „Sława” (Fame) z 1980 roku. W kolejnych latach Kis-Lev zagrał w wielu sztukach teatralnych i programach telewizyjnych w Izraelu. W 2003 roku, po zagraniu wiodącej roli gwałciciela w izraelskiej operze mydlanej „Miłość jest tuż za rogiem”, zaczął stopniowo oddalać się od świata aktorskiego, koncentrując się na sztukach plastycznych i działalności na rzecz pokoju. Niemniej jednak, w latach 2008–2011 nagrał kilka książek audio dla dzieci i dorosłych dla wydawnictwa muzycznego Israeli Sonicbooks.

### Występy teatralne
- 1998–1999: „Dobre serce” (Lev Tov), autor: Gilad Ewron, Teatr Narodowy Habima, Izrael
- 1999–2001: „Widok z mostu”, autor: Arthur Miller, Teatr Narodowy Habima, Izrael
- 1999: „Wojna trojańska nie nastąpi”, autor: Jean Giraudoux, Biblioteka Teatru HaSifriya, Ramat Gan, Izrael
- 2001: „Wiadomości” (Mivzak Hadashot), autor: Goren Agmon, Teatr Beit Lessin, Tel Awiw-Jafa, Izrael
- 2000–2002: „Muminki” (HaMoominim) (jako Muminek), oparte na książkach Tove Jansson, Grupa Teatralna Azriel Asharov, Tel Awiw, Izrael

### Występy telewizyjne i filmowe
- 1995: „Tushtush” z Yaelem Bar-Zohar i Michaelem Hanegbi (epizod gościnny, grał siebie samego), Kanał 2 (Izrael)
- 1998–1999: „Dobry wieczór z Guyem Pinesem” (Erev Tov Im Guy Pines) (epizod gościnny, grał siebie samego), Kanał Hot 3 (Izrael)
- 1998–2000: „Rozmowy od serca” (Balbalev) (program współprowadzony przez Efratsa Raytena), Kanał 6 (Izrael)
- 2000: „Szczęśliwego Nowego Roku” (Shana Tova), reżyser: Michal Hagay (film zdobył pierwszą nagrodę w kategorii filmu krótkometrażowego na Międzynarodowym Festiwalu Filmowym w Hajfie w 2001 roku)
- 2003–2004: „Miłość jest tuż za rogiem” (Ahava Me'ever LaPina) (jako Erez), Kanał 2 (Izrael)

### Nagrania i dubbing
- 2000: „E.T.” (wersja hebrajska), dubbing Grega i innych postaci
- 2000–2001: „Nanuk” (serial dla dzieci) dubbing różnych postaci, Kanał 1 (Izrael)
- 2008–2012: „Sonicbooks”, książki audio po hebrajsku, m.in.:  „Życzenia z okazji Pucharu Świata” (autor: Eszkol Nevo), „Dwadzieścia tysięcy mil podmorskiej żeglugi” i „W osiemdziesiąt dni dookoła świata” (Autor: Juliusz Verne), „Hrabia Monte Christo” (autor: Aleksander Dumas),  „Mój Ishmael” (autor: Daniel Quinn)[17]

## Życie osobiste
Kis-Lev mieszka i pracuje w wiosce Miszmar Ajjalon w biblijnej Dolinie Ajalon, gdzie spędził swoje dzieciństwo. Jest członkiem zarządu Izraelskiej Ligi Esperantystów i prezesem Młodzieży Esperanckiej. Jest aktywnym członkiem organizacji Starszych Braci i Sióstr (Big Brothers Big Sisters) w Izraelu oraz Izraelskiego Związku Artystów Plastyków. Uważa się za samouka. Zdobył tytuł licencjata z wyróżnieniem na Otwartym Uniwersytecie w Izraelu, ze specjalizacją z muzyki i historii sztuki.